# Renate Damus
Renate Damus (* 19. Februar 1940 in Karlsruhe; † 17. Oktober 1992 in Osnabrück) war eine deutsche Politikwissenschaftlerin und Politikerin (Bündnis 90/Die Grünen).
Sie studierte Politische Wissenschaft, Philosophie und Geschichte in Freiburg, Zürich und an der Freien Universität Berlin. Sie wurde im Freiburger RCDS (Ring Christlich-Demokratischer Studenten) politisch sozialisiert, mit dessen damaligem Vorsitzenden Wolfgang Schäuble sie zusammenarbeitete. Im Jahr 1965 oder 1966 heiratete sie den promovierten Kunsthistoriker und späteren Osnabrücker Hochschullehrer Martin Damus. 1968 wurde Renate Damus an der Freien Universität Berlin mit der Dissertation Ernst Bloch – Hoffnung als Prinzip, Prinzip ohne Hoffnung zum Dr. phil. promoviert. Sie war Wissenschaftliche Assistentin bzw. Assistentin am Professor Otto-Suhr Institut der FU Berlin. Von 1972 bis 1973 war sie Gastdozentin an der Universität Erlangen-Nürnberg. Ab 1974 lehrte sie als Professorin für Politikwissenschaft mit dem Arbeitsgebiet Planwirtschaftliche Systeme an der Universität Osnabrück. Im Zusammenhang mit der Gründung dieser Universität und der geplanten Berufung des marxistischen Ökonomen Ernest Mandel wurde sie in der Presse als führende „kommunistische Professorin“ bezeichnet. Von 1990 bis 1991 war sie Bundesvorstandssprecherin der Grünen. Vorher war sie bereits Schriftführerin im Bundesvorstand der Partei gewesen. Sie gehörte der innerparteilichen Strömung Linkes Forum an. Damus lebte mit Martin Damus in Wallenhorst und starb im Alter von 52 Jahren aufgrund einer schweren Krankheit.

## Schriften (Auswahl)
- Ernst Bloch. Hoffnung als Prinzip, Prinzip ohne Hoffnung. Hain, Meisenheim am Glan 1971 (zugleich Dissertation, FU Berlin, 1968).
- Entscheidungsstrukturen und Funktionsprobleme in der DDR-Wirtschaft. Suhrkamp, Frankfurt am Main 1973, ISBN 3-518-00649-5.
- Der reale Sozialismus als Herrschaftssystem am Beispiel der DDR. Kritik der nachkapitalistischen Gesellschaft. Focus-Verlag, Lahn-Giessen 1978, ISBN 3-920352-28-9.
- RGW. Wirtschaftliche Zusammenarbeit in Osteuropa. Leske und Budrich, Opladen 1979, ISBN 3-8100-0269-0.
- Kapitalismus und Realer Sozialismus – materiell-ideelle Brüder und ideologische Feinde. Frankfurt am Main 1986.
- Die Legende von der Systemkonkurrenz. Kapitalistische und realsozialistische Industriegesellschaft. Campus, Frankfurt am Main 1986, ISBN 3-593-33590-5.